# Битка при Шпихерн
Битката при Шпихерн (на немски: Schlacht bei Spichern), също позната като Битката при Форбах, е битка през Френско-пруската война. Преди нея е битката при Висамбур. Германската победа в тази битка кара французите да се оттеглят в защита в Мец.
Битката не е очаквана и не е планувана от Молтке, който е желаел да запази армията на Франсоа Аший Базен на река Саар докато получи възможност да го атакува с втора армия фронтално, с първа по левия фланг, а с трета да се приближи зад тях. Възрастният генерал Карл Фридрих фон Щайнмец прави неочакван и непланиран ход, водейки своята първа армия на юг от позицията ѝ на Мозел. Той се придвижва директно към града Шпихерн, отрязвайки принц Фредерик Чарлс от неговите предни кавалерийски единици.
Докато френската армия, ръководена от Мак Махон води с германската трета армия битка при Вьорт, германската първа армия, под командването на Щайнмец нахлува на запад от Саарбрюкен и атакува второто френско тяло, разположено между Шпихерен и Форбах, командвано от Фросар.
Французите успяват да забавят първата германска армия докато втората германска армия, ръководена от принц Фридрих Карл идва на помощ. Загубите от пруска страна са сравнително големи, заради липса на планиране и заради ефективността на френската пушка Шаспо. Фросар се оттегля към Мец, където планира да се оттегли и да отиде в крепостта Вердюн, но отново е атакуван от Щайнмец при битката при Борни-Коломбей.